# Jorge Otero
Jorge Otero Bouzas - em galego: Xurxo Otero Bouzas (Nigrán, 8 de março de 1969) é um ex-futebolista espanhol. Com bom posicionamento defensivo, atuava ora como lateral-direito, ora como lateral-esquerdo. Às vezes, ele atuava como meio-campista.

## Carreira
Otero começou a carreira no Celta (B). Atuaria também pela equipe principal, onde conseguiu maior destaque. Jogaria também por Valencia e Real Betis, também com éxito.
Atuaria também pelo Atlético de Madrid. Otero deu adeus aos gramados em 2005, jogando pelo modesto Elche.

## Seleção Espanhola
Otero, que jogou pela Seleção Sub-21 da Espanha entre 1988 e 1989, estreou pela Seleção Espanhola principal em 1993. Foi convocado para a Copa de 1994, disputando duas partidas.
Disputou também a Eurocopa de 1996, disputando uma partida. Otero sairia da Fúria neste mesmo ano. 